# Hyophila subacutiuscula
Hyophila subacutiuscula är en bladmossart som beskrevs av Potier de la Varde och Thériot 1940. Hyophila subacutiuscula ingår i släktet Hyophila och familjen Pottiaceae. Inga underarter finns listade i Catalogue of Life.